# Communauté de communes Haut-Berry - Val de Loire
La communauté de communes Haut-Berry - Val de Loire est une ancienne communauté de communes française, située dans le département du Cher et l'arrondissement de Bourges.
En janvier 2017, la communauté de communes Pays Fort Sancerrois Val de Loire est créée à partir de la fusion des trois intercommunalités Cœur du Pays Fort, Haut-Berry - Val de Loire et du Sancerrois.

## Composition
| Nom                        | Code Insee | Gentilé      | Superficie (km2) | Population (dernière pop. légale) | Densité (hab./km2) |
| -------------------------- | ---------- | ------------ | ---------------- | --------------------------------- | ------------------ |
| Sury-près-Léré (siège)     | 18257      |              | 17,78            | 638 (2014)                        | 36                 |
| Bannay                     | 18020      | Bannaisiens  | 25,03            | 896 (2014)                        | 36                 |
| Belleville-sur-Loire       | 18026      | Bellevillois | 11,01            | 1 046 (2014)                      | 95                 |
| Boulleret                  | 18032      | Boulleréens  | 32,71            | 1 371 (2014)                      | 42                 |
| Sainte-Gemme-en-Sancerrois | 18208      |              | 14,84            | 428 (2014)                        | 29                 |
| Santranges                 | 18243      | Santrangeois | 24,31            | 415 (2014)                        | 17                 |
| Savigny-en-Sancerre        | 18246      | Savignacois  | 33,31            | 1 012 (2014)                      | 30                 |
| Léré                       | 18125      | Léréens      | 15,98            | 1 135 (2014)                      | 71                 |

## Compétences
- Eau (traitement, adduction, distribution)
- Assainissement non collectif
- Activités sociales
- Création, aménagement, entretien et gestion de zone d'activités industrielle, commerciale, tertiaire, artisanale ou touristique
- Action de développement économique (Soutien des activités industrielles, commerciales ou de l'emploi, Soutien des activités agricoles et forestières…)
- Construction ou aménagement, entretien, gestion d'équipements ou d'établissements culturels, socioculturels, socio-éducatifs
- Activités péri-scolaires
- Prise en considération d'un programme d'aménagement d'ensemble et détermination des secteurs d'aménagement au sens du code de l'urbanisme
- Création, aménagement, entretien de la voirie
- Tourisme
- Amélioration du parc immobilier bâti d'intérêt communautaire

## Historique
- 31 décembre 2016 : disparition de la communauté de communes qui fusionne avec deux autres EPCI pour former la communauté de communes Pays Fort Sancerrois Val de Loire.

## Sources
- La base Aspic (Accès des services publics aux informations sur les collectivités) pour de département du Cher
- [PDF] Communauté de communes Haut-Berry - Val de Loire sur la base Banatic (Base nationale d'informations sur l'intercommunalité)